# Praomys tullbergi
Praomys tullbergi és una espècie de mamífer rosegador de la família dels múrids. Viu a altituds de fins a 1.200 msnm a Angola, Benín, el Camerun, el Congo, Costa d'Ivori, Guinea Equatorial, el Gabon, Gàmbia, Ghana, Guinea, Libèria, Mali, Nigèria, la República Democràtica del Congo, el Senegal, Sierra Leone i Togo. El seu hàbitat natural són els boscos tropicals de plana. És una espècie en risc mínim, és a dir, no sembla que hi hagi cap amenaça significativa per a la seva supervivència. L'espècie fou anomenada en honor del zoòleg suec Tycho Fredrik Hugo Tullberg.